# Consalvo Sanesi

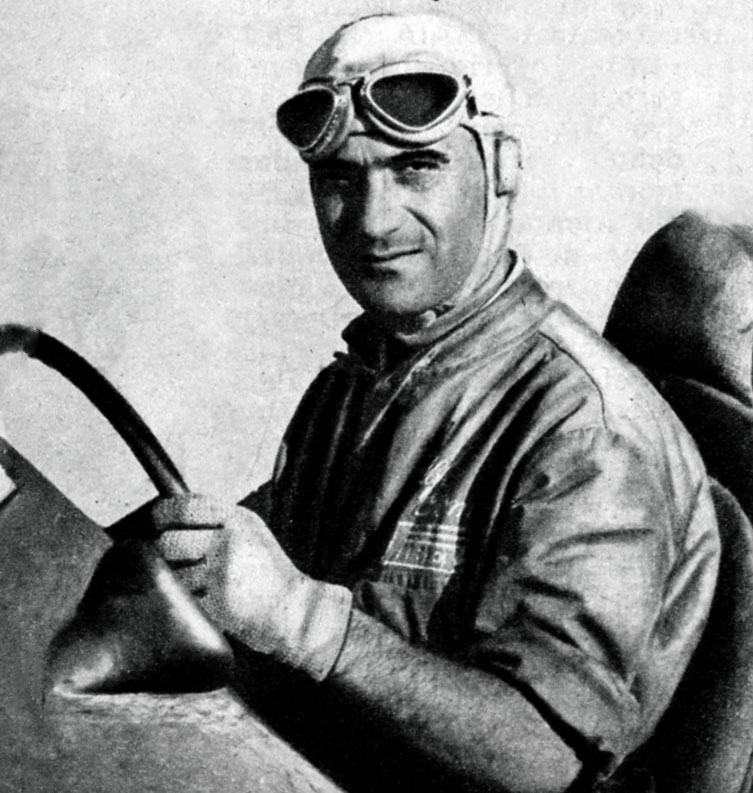
Consalvo Sanesi

Consalvo Sanesi (28 de março de 1911 – 28 de julho de 1998) foi um automobilista italiano que participou de cinco Grandes Prêmios de Fórmula 1 entre 1950 e 1951. Seu melhor resultado foi o 4º lugar na GP da Suíça de 1951.

## Todos os Resultados na Fórmula 1
(legenda)
| Ano  | Equipe                  | Chassis        | Motor         | 1     | 2   | 3       | 4      | 5     | 6   | 7       | 8   | Pontos | Posição |
| ---- | ----------------------- | -------------- | ------------- | ----- | --- | ------- | ------ | ----- | --- | ------- | --- | ------ | ------- |
| 1950 | Scuderia Alfa Romeo SpA | Alfa Romeo 158 | Alfa Romeo L8 | GBR   | MON | 500     | SUI    | BEL   | FRA | ITA Ret |     | 0      | NC      |
| 1951 | Scuderia Alfa Romeo SpA | Alfa Romeo 159 | Alfa Romeo L8 | SUI 4 | 500 | BEL Ret | FRA 10 | GBR 6 | GER | ITA     | ESP | 3      | 12º     |